# Burgstall Baierbrunn
Der Burgstall Baierbrunn, auch Pairbrunn, Pairbrunnen, Beigerbrunn, Konradshöhe genannt, ist eine abgegangene Höhenburg auf der Konradshöhe bei 620 m ü. NHN über der Isar in Baierbrunn im Landkreis München in Bayern.

## Geschichte
Über die frühe Geschichte der Burg Baierbrunn liegen noch keine Erkenntnisse vor, sie wurde wohl im 12. Jahrhundert erbaut. 1140 wurde sie im Namen des Erchambolt de Paigerbrunn indirekt erwähnt, möglicherweise war er auch der Bauherr. Die Herren von Baierbrunn waren Vögte des Klosters Schäftlarn. Anfang des 13. Jahrhunderts ging die Anlage an die Wittelsbacher über. 1238 wurde die Burg im Streit zwischen den Wittelsbachern und den Grafen von Andechs zerstört und danach wieder aufgebaut. Nach dem Aussterben der Baierbrunner Niederadelsfamilie 1322 oder 1333 mit Konrad IV. von Baierbrunn ging Burg Baierbrunn an die Herren von Preysing-Wolnzach über. Die Witwe Konrads heiratete damals Rudolf von Preysing zu Wolnzach. 1399 wurde sie von Rudolfs Sohn Konrad von Preysing an Herzog Ludwig im Bart von Ingolstadt verkauft. 1421 wurde die Burg im Zuge der Ingolstädter Fehde durch die Münchner Bürgerwehr eingenommen und anschließend innerhalb von 14 Tagen abgebrochen.
1899 wurden die letzten Überbleibsel der Burganlage, ein Brunnenschacht und Reste der Ringmauer durch Überbauung, unter anderem durch ein Hotel, beseitigt. 1960 fanden noch weitere Neubauten auf der Burgstelle statt. Das Gelände liegt auf Privatgrund.
Heute ist die Stelle als Bodendenkmal D-1-7934-0082 „Burgstall des hohen und späten Mittelalters (‚Burg Baierbrunn‘)“ vom Bayerischen Landesamt für Denkmalpflege erfasst.

## Beschreibung
Der Burgstandort auf einem Nagelfluhfelsen wird an seiner Ostseite durch den Steilabfall zur Isar geschützt, im Nordwesten schützte sie der Geudergraben, ein Trockental.
Nach Südwesten zu einem Hochplateau hin war der an der Spornspitze gelegenen und durch einen Halsgraben gesicherten Hauptburg zwei Vorburgen mit jeweiligen Abschnittsgraben vorgelegt. Das Gelände der heute durch Überbauung nicht mehr erkennbaren Vorburgen fällt über Stufen zur tieferliegenden Hauptburg auf der Konradshöhe ab, durch den Halsgraben führt heute die Burgstrasse.